# Kamienny Jaz
Kamienny Jaz – wieś w Polsce, położona w województwie zachodniopomorskim, w powiecie gryfińskim, w gminie Chojna.
| SIMC    | Nazwa  | Rodzaj    |
| ------- | ------ | --------- |
| 0773736 | Zabuże | część wsi |

W latach 1975–1998 wieś administracyjnie należała do województwa szczecińskiego.
Z zabudowy wsi na uwagę zasługują:
- kościół gotycki św. Wawrzyńca z XV w., kamienny, przebudowany na początku XVIII w. oraz w XIX w., kiedy to dobudowano neobarokową wieżę i neogotycką kruchtę oraz powiększono okna[5]
- dwór z drugiej połowy XIX w. wzniesiony w stylu neogotyku angielskiego.

W okolicy znajduje się Jezioro Leśne.